# Эскиз
Эски́з (фр. esquisse) — рисунок, предварительный набросок, фиксирующий замысел художественного произведения, сооружения, механизма или отдельной его части. 

В конструкторской документации: эскиз — чертёж, выполненный от руки в глазомерном масштабе (т. н. эскизное проектирование).

## Описание
Эскиз — быстро выполненный свободный рисунок, не предполагаемый как окончательная работа, часто состоит из множества перекрывающих линий. Может быть выполнен в различной технике.
Эскизы относительно недороги и позволяют художнику сделать наброски и попробовать другие идеи, прежде чем воплощать их в живописи. Карандаш или пастель более предпочтительны для эскизов из-за ограничений во времени, но быстро сделанный набросок акварели или даже быстро смоделированный макет из глины или мягкого воска может также считаться эскизом в более широком значении слова. Графитные карандаши сравнительно новое изобретение, художники Ренессанса делали эскизы, используя серебряное перо на специально подготовленной бумаге.
В работе над эскизом может использоваться ластик, который применяется для удаления линий построения или для смягчения слишком резких линий.
Эскиз, как правило, является обязательной частью обучения студентов, изучающих искусство. Обычно это включает в себя создание эскизов (croquis) из живой модели, чья поза меняется каждые несколько минут. «Эскиз» обычно подразумевает быструю и слабо нарисованную работу, в то время как связанные термины, такие как исследование, модель и подготовительный рисунок, обычно относятся к более законченным и тщательным работам, которые будут использоваться в качестве основы для окончательной работы, часто в другой среде, но различие неточное.
Подрисовка — это рисунок под финальной работой, который иногда может быть все ещё видимым или может просматриваться современными научными методами, такими как рентген. Большинство художников в большей или меньшей степени используют эскиз как метод записи или отработки идей. Альбомы для отдельных художников стали очень хорошо известны, в том числе книги Леонардо да Винчи и Эдгара Дега, которые сами стали предметами искусства, на многих страницах показаны законченные исследования, а также эскизы.
Термин «альбом для рисования» относится к книге из чистого листа бумаги, на которой художник может рисовать (или уже нарисовал) эскизы. Книга может быть приобретена в переплёте или может содержать вкладные листы эскизов, собранные или связанные вместе.
Эскиз также используется как форма коммуникации в таких областях, как промышленный дизайн. Он может использоваться для сообщения замысла проекта, его идеи. Он может использоваться для составления планов домов. Способность быстро записывать впечатления с помощью эскизов нашла различные цели в современной культуре. Эскизы зала суда запечатлевают сцены и отдельных лиц в судах. Эскизы, составленные с целью помочь властям найти или идентифицировать разыскиваемых людей, называются составными эскизами. Уличные художники в популярных туристических зонах рисуют портреты за считанные минуты.